# Timothy McLaren
Timothy George „Tim” McLaren (ur. 24 września 1956 w Cootamundra) – australijski wioślarz, srebrny medalista olimpijski.

## Kariera
Wystartował na igrzyskach olimpijskich w Los Angeles w 1984, gdzie osada Australii w składzie: Paul Reedy, Gary Gullock, Tim McLaren i Tony Lovrich zdobyła srebrny medal w czwórkach podwójnych. W finale A uplasowali się o 0,43 sekundy za osadą RFN i o 1,09 sekundy przed osadą Kanady. Był to jego jedyny start olimpijski.
Był też siódmy w jedynkach na mistrzostwach świata w Duisburgu (1983).
Po zakończeniu kariery został trenerem. Pracował między innymi w Stanach Zjednoczonych, w tym pełnił funkcję głównego trenera USRowing (Związku Wioślarskiego USA).
Odznaczony Orderem Australii.